# Desiré Wilson
Desiré Randall Wilson, née le 26 novembre 1953 à Brakpan en Afrique du Sud, est une pilote automobile sud-africaine. 

## Biographie
Elle a débuté la compétition au milieu des années 1960 dans son pays, sur midget car. En 1972 elle termina quatrième chez elle du championnat de Formula Vee, puis l'année suivante elle devint vice-championne dans ce dernier, et en 1976 elle remporta son championnat national de Formule Ford.
Desiré Wilson fait partie des rares femmes à avoir participé (au sens large) à une épreuve du championnat du monde de Formule 1, après avoir fait un premier test en mars 1978 sur Ensign-Cosworth en Formule Aurora. En 1980, elle a en effet tenté de se qualifier, sans succès, pour le Grand Prix automobile de Grande-Bretagne 1980, à Brands Hatch, au volant d'une Williams FW07 privée de l'écurie Brands Hatch Racing. Quelques mois plus tard, elle prendra le départ du GP d'Afrique du Sud 1981 sur une Tyrrell, mais cette épreuve, illégitime aux yeux de la FISA, ne comptait pas pour le championnat du monde ; elle abandonne après un tête-à-queue au cinquante-et-unième des soixante-dix-sept tours.
Desiré Wilson a également participé au championnat de Grande-Bretagne de Formule 1 (championnat de Formule 1 Aurora AFX) et a notamment remporté l'épreuve de Brands Hatch en 1980 ; elle est la seule femme à avoir gagné une course de Formule 1.
Elle a pris part à des courses d'endurance et a notamment gagné les 1 000 km de Monza 1980 et les 6 Heures de Silverstone 1980, sur De Cadenet-Lola LM avec son directeur d'écurie et constructeur Alain de Cadenet, épreuves faisant partie du Championnat du monde des voitures de sport 1980. Elle participe aux 12 Heures de Sebring 1982 à bord d'une Ferrari 512 BB du North American Racing Team. En 1982 et 1984 elle termina encore par deux fois quatrième des 1 000 kilomètres de Brands Hatch, sur Ford C100 puis Porsche 956. 
Elle a également participé à trois éditions des 24 Heures du Mans, et a terminé sa carrière lors de l'édition 1993 des 24 Heures de Daytona en Ford Mustang.
Après avoir participé à un dernier meeting en Pirelli GT3 Cup USA Trophy sur le Utah Motorsports Campus (un circuit dessiné par son mari Alan) où elle termine à la cinquième place à bord de sa Porsche exploitée par le Air Power Racing, elle annonce qu'elle met un terme à sa carrière de pilote, le 17 août 2016.

## Résultats en championnat du monde de Formule 1
| Saison | Écurie              | Châssis       | Moteur      | Pneus    | GP disputé             | Points inscrits | Classement |
| ------ | ------------------- | ------------- | ----------- | -------- | ---------------------- | --------------- | ---------- |
| 1980   | Brands Hatch Racing | Williams FW07 | Cosworth V8 | Goodyear | Grande-Bretagne (n.q.) | 0               | n.c.       |

## Résultats aux 24 Heures du Mans
| Année | Ecurie                  | Châssis       | Moteur                             | Classement |
| ----- | ----------------------- | ------------- | ---------------------------------- | ---------- |
| 1982  | Grid Racing             | Grid Plaza S1 | Cosworth DFL 3.3L V8               | abandon    |
| 1983  | Obermaier Racing        | Porsche 956   | Porsche Type-935 2.6L Turbo Flat-6 | 7e         |
| 1991  | Euro Racing/A.O. Racing | Spice SE90C   | Cosworth DFZ 3.5L V8               | abandon    |